# Wirus albański
Wirus albański – łańcuszek internetowy, podający się za „wirusa“ i proszący użytkownika o rozesłanie go dalej i ewentualnie o wyrządzenie swojemu komputerowi jakiejś szkody. Łańcuszek ma charakter żartu i nie ma na celu wyrządzenia żadnych szkód.
Łańcuszek funkcjonował od lat 90. XX wieku, również pod nazwami „wirus irlandzki”, „wirus amiszów”, „wirus ręczny”, „wirus syryjski” i „wirus polski”. Jest to parodia fałszywych alarmów wirusowych. Istotą żartu była prośba o samodzielne usunięcie oprogramowania na swoim komputerze. Podana w łańcuszku przyczyna tej prośby była oparta na stereotypach kulturowych i odnosiła się do rzekomego zacofania informatycznego kraju nadawcy. Jakkolwiek nie odnotowano żadnego przypadku usunięcia plików, o tyle wirus albański przybrał formę łańcuszka internetowego; zdaniem K. Marak, M. Markockiego i D. Brzostka był to jeden z najpopularniejszych łańcuszków internetowych lat 90., co było wzmocnione powszechną niewiedzą użytkowników komputerów w temacie wirusów komputerowych.